# Europese weg 49
De Europese weg 49 of E49 is een Europese weg die loopt van Maagdenburg in Duitsland naar Wenen in Oostenrijk.

## Algemeen
De Europese weg 49 is een Klasse A Noord-Zuid-verbindingsweg en verbindt het Duitse Maagdenburg met het Oostenrijkse Wenen en komt hiermee op een afstand van ongeveer 760 kilometer. De route is door de UNECE als volgt vastgelegd: Maagdenburg - Halle - Plauen - Schönberg - Vojtanov - Karlovy Vary - Pilsen - České Budějovice - Třeboň - Halámky - Wenen.